# Wilhelm Hausmann (Bildhauer)
Wilhelm Hausmann (* 14. Juli 1906 in Menden, Sauerland; † 20. Oktober 1980 daselbst) war ein deutscher Maler, Bildhauer und Mosaist.

## Leben und Werk
Nach einer Lehre als Modelleur und Silberschmied besuchte Hausmann die Staatliche Fachschule für Metallindustrie in Iserlohn und arbeitete als Zeichner und Modelleur für Gold- und Silberwerkstätten.
1928 ging er nach Berlin, wo er bis 1932 an den Vereinigten Staatsschulen für Freie und Angewandte Kunst in Charlottenburg unter anderen bei Waldemar Raemisch studierte. Anschließend arbeitete er als freier Künstler. Daneben setzte er von 1935 ins 1940 sein Studium an der 1939 in Staatlichen Hochschule für bildende Künste umbenannten Akademie fort.
Hausmann hat ein umfangreiches Werk profaner und sakraler Kunst geschaffen, das u. a. aus Skulpturen, liturgischen Geräten, Beton-Glas-Fenstern und Mosaiken besteht. In den frühen Jahren orientierte er sich in seinen vollplastischen Skulpturen menschlicher Figuren vor allem an Ernst Barlach, in der Zeit des Nationalsozialismus mehr – wie bei seiner Steinskulptur St. Hubertus (St.-Hubertus-Kirche, Müschede) – an Georg Kolbe. 1940 stellte er sechs Plaketten auf der Großen Deutschen Kunstausstellung und 1942 eine Statuette.
Nach dem Zweiten Weltkrieg öffnete sich seine Formensprache. Während er in seinen freien Arbeiten menschlicher Skulpturen bis zur Abstraktion reduzierte, reicherte er sie in seine religiösen Auftragsarbeiten mit ornamentalen und floralen Motiven an.
Ein Mosaik Hausmanns mit dem Titel „Don Quijote“ an der Außenwand der alten Regenbogenschule im Menden konnte 2012 vor der Zerstörung bewahrt werden. Vor dem Abriss des Gebäudes wurde es abgenommen und eingelagert.
Hausmann erhielt das Stipendium der Deutschen Akademie Rom Villa Massimo für 1942/1943 und 1944 das Stipendium Villa Romana, das er jedoch wegen der Kriegsereignisse nicht mehr antreten konnte. 1961 erhielt er den Villa-Romana-Preis erneut.

## Werke im öffentlichen Raum
Iserlohn

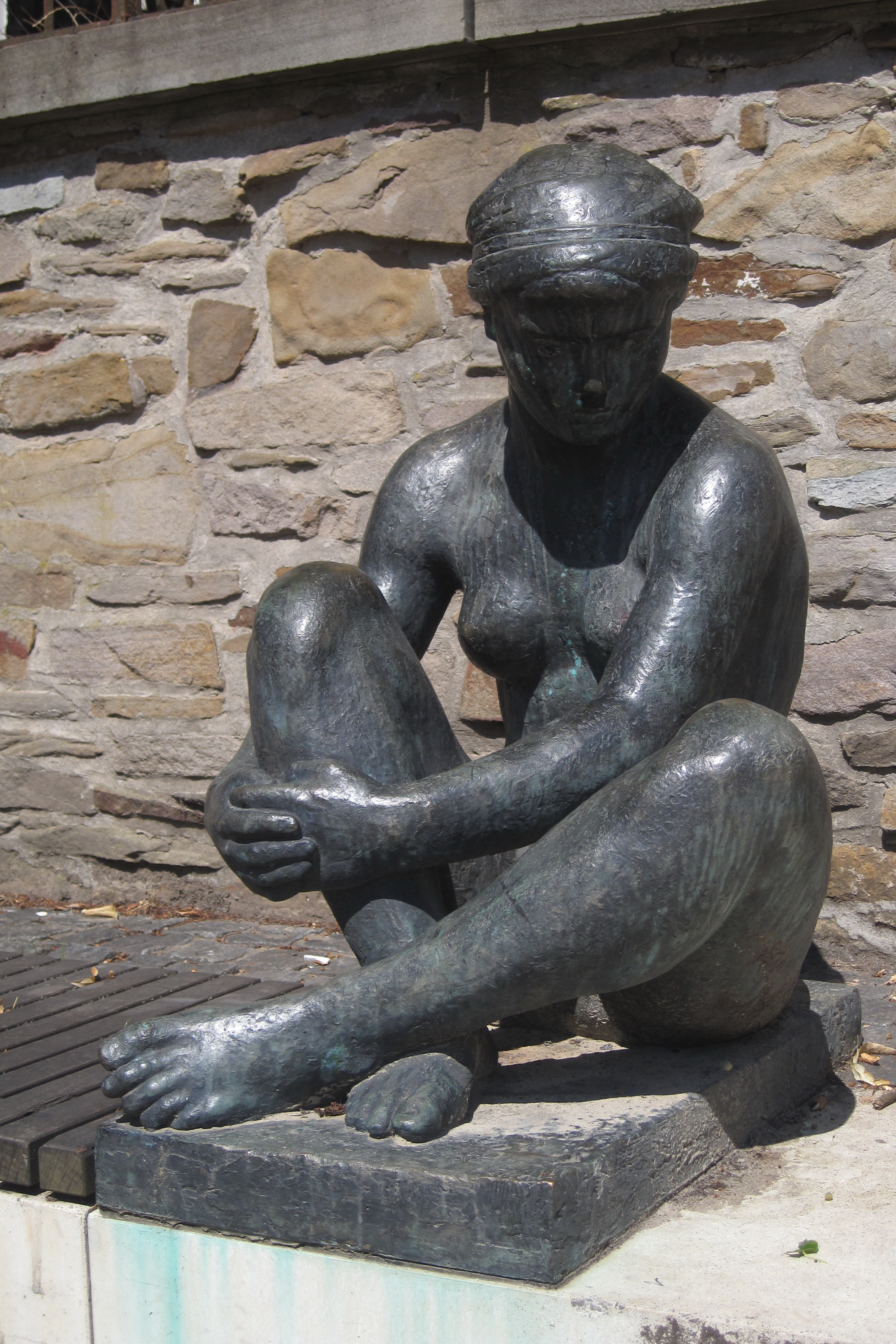
Die Sinnende

- Taufstein, in der Kirche Heiligste Dreifaltigkeit
- Glasfenster, im Turm der Kirche Maria Königin

Menden (Sauerland)
- Steinplastik Putte mit Fisch, an der Oberen Promenade
- Bronzeskulptur Die Sinnende, auf dem Platz neben dem Alten Rathaus[3]
- Hausmannbrunnen, schräg gegenüber dem Alten Rathaus

Hamm
- Bronzeverkleidungen der Hauptportale im Franziskanerkloster Hamm

## Werke in öffentlichen Sammlungen
- Kleine Sinnende, vor 1947, Bronzeskulptur, Höhe 19 cm, Karl-Ernst-Osthaus-Museum, Hagen